# Astros (città)
Astros (in greco: Άστρος o Μεσογείο Άστρος) è una città sita vicino al Golfo dell'Argolide, nel nord-est del Peloponneso nell'Arcadia dell'est. Sia il nome che l'insediamento risalgono ai tempi antichi, quando era noto come Astron.
Astros è la sede della municipalità di Nord Kynouria (in greco: Βόρεια Κυνουρία), che è la più grande d'Arcadia e ha il maggior numero di comunità e insediamenti. Astros è raggiungibile con la strada di collegamento Tripoli, Argo, Tyros, Leonidio e Monemvasia verso sud. Il suo porto, Paralio Astros, si trova ad est e leggermente a nord del paese dell'entroterra.

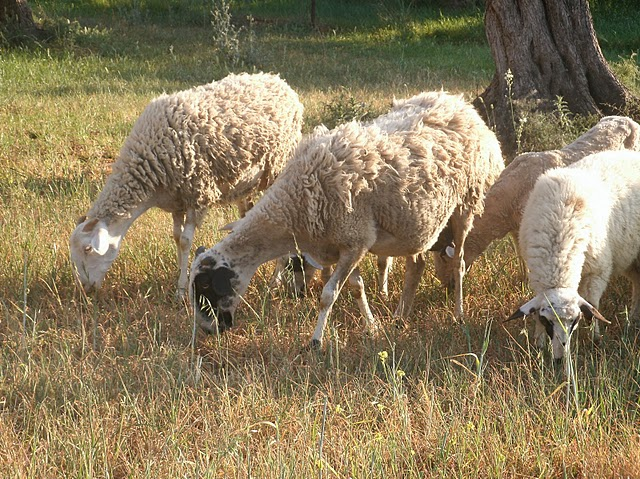
Pecore al pascolo ad est di Astros

Astros fu il luogo dove si tenne la seconda assemblea nazionale degli ellenici durante la guerra d'indipendenza greca, sotto la presidenza di Petros Mavromichalis. Questa assemblea redasse la costituzione della Grecia moderna (1823).
Astros possiede, un ginnasio, un liceo, diverse chiese delle quali una sita alla sommità del colle cittadino, banche e un ufficio postale. Esiste anche una clinica sulla strada per Leonidio. Possiede anche diverse piazze (plateies), delle quali, la più occidentale, contiene un piccolo anfiteatro scavato nel fianco della collina.
Le spiagge di Paralio Astros sono separate dal colle cittadino (cit.) al culmine del quale, oltre la chiesa (cit.) si trovano i poderosi resti dell'antico kastro bizantino. Entro tali mura, i tre patrioti fratelli Zafiropoulos, mercanti di Odessa, cofondatori della Filikì Eterìa ("società degli amici", istituita a Odessa nel 1814, una sorta di carboneria) rientrati ad Astros nel 1822, costruirono le loro tre case.
La coltivazione massiccia di olive, agrumi, e, in minor misura uva pesche fichi e ortaggi arricchisce la campagna circostante.